# Węgornik
Węgornik er en landsby i det vestlige Polen, i zachodniopomorskie voivodskab (Stettin Byområde, mellem byer Police, Nowe Warpno og Szczecin). Węgornik ligger på Police-sletten ved floden Gunica i Wkrzanskaskoven (polsk: Puszcza Wkrzańska, tysk: Ueckermünde Heide).

## Transport
- vejen til Tanowo og Swidwie Naturreservatet (polsk: Rezerwat przyrody Świdwie)

## Natur (omegn) og turisme
- Gunica (flod) med kajak-vejen (Węgornik – Tanowo – Tatynia – Wieńkowo – Police (Jasienica))
- Wkrzanskaskoven (polsk: Puszcza Wkrzańska, tysk: Ueckermünder Heide)
- Swidwie Naturreservatet (polsk: Rezerwat przyrody Świdwie) – Ramsar-konventionen, 1984
- Natura 2000 område: Wkrzanska Skoven (polsk: Puszcza Wkrzańska, tysk: Ueckermünder Heide), Swidwie Naturreservatet (polsk: Rezerwat przyrody Świdwie), Swidwie Søen (polsk: Jezioro Świdwie)

## Byer ved Węgornik
- Police
- Nowe Warpno
- Szczecin

## Landsbyer ved Węgornik
- Tanowo
- Pilchowo
- Tatynia
- Zalesie
- Dobieszczyn
- Grzepnica
- Bartoszewo
- Dobra (ved Police)